# John Jackson (tirador esportiu)
John E. Jackson (Lincoln, Nebraska, 14 de febrer de 1885 - Fairfield, Iowa, 17 de juny de 1971) va ser un tirador estatunidenc que va competir a començaments del segle xx.
El 1912 va prendre part en els Jocs Olímpics d'Estocolm, on va disputar tres proves del programa de tir. Guanyà la medalla d'or en la prova de rifle militar per equips i la de bronze en la de rifle lliure, 600 metres. En la de rifle militar, 3 posicions fou 33è.